# Hennie Otto
Hennie Otto (Boksburg, 25 juni 1976) is een professionele golfer uit Zuid-Afrika.

## Biografie
Van 1995-1996 zat Hennie Otto in de nationale selectie, en in 1998 speelde Otto in de Eisenhower Trophy. In 1999 werd hij professional. Otto boekte goede resultaten op de Challenge Tour in 1999 en mocht zo in 2000 aantreden op de Europese PGA Tour waar hij zich maar 1 jaar kon handhaven. Daarnaast speelde Otto ook voornamelijk op de Sunshine Tour.  In 2003 maakte hij zijn debuut op The Open Championship waar hij meteen 10e eindigde. Op de Europese PGA Tour behaalde hij zijn 1e overwinning in 2008 met winst op de Methorios Capital Italian Open. 
Otto behaalde 14 overwinningen op de Sunshine Tour en 3 overwinningen op de Europese PGA Tour.

### Overwinningen
| Jaar | Toernooi                               | Tour                               |
| ---- | -------------------------------------- | ---------------------------------- |
| 1999 | Vodacom Series, Kwazulu-Natal          | Sunshine Tour                      |
| 1999 | Pietersburg Classic                    | Sunshine Tour                      |
| 1999 | Philips Challenge Xacobeo 99           | Challenge Tour                     |
| 2002 | Limpopo Industrelek Classic            | Sunshine Tour                      |
| 2002 | South African Masters                  | Sunshine Tour                      |
| 2003 | Vodacom Championship                   | Sunshine Tour                      |
| 2005 | Vodacom Origins of Golf Tour, Erinvale | Sunshine Tour                      |
| 2007 | Vodacom Origins of Golf Tour, Pretoria | Sunshine Tour                      |
| 2008 | Methorios Capital Italian Open         | Europese PGA Tour                  |
| 2009 | Namibia PGA Championship               | Sunshine Tour                      |
| 2010 | Vodacom Open                           | Sunshine Tour                      |
| 2011 | Platinum Classic                       | Sunshine Tour                      |
| 2011 | Dimension Data Pro-Am                  | Sunshine Tour                      |
| 2011 | South African Open Championship        | Sunshine Tour en Europese PGA Tour |
| 2014 | Open d'Italia                          | Europese PGA Tour                  |
| 2019 | Sibaya Challenge                       | Sunshine Tour                      |
| 2019 | SunBet Challenge                       | Sunshine Tour                      |

### Resultaten op deMajors
| Major                 | 1999 | 2000 | 2001 | 2002 | 2003 | 2004 | 2005 | 2006 | 2007 | 2008 | 2009 | 2010 | 2011 | 2012 | 2013 | 2014 | 2015 | 2016 | 2017 | 2018 | 2019 | 2020 | 2021 | 2022 | 2023 |
| --------------------- | ---- | ---- | ---- | ---- | ---- | ---- | ---- | ---- | ---- | ---- | ---- | ---- | ---- | ---- | ---- | ---- | ---- | ---- | ---- | ---- | ---- | ---- | ---- | ---- | ---- |
| The Open Championship |      |      |      |      | T10  | CUT  |      |      |      | CUT  |      |      |      |      |      |      |      |      |      |      |      | G.T. |      |      |      |
| PGA Championship      |      |      |      |      |      |      |      |      |      | CUT  |      |      |      |      |      |      |      |      |      |      |      |      |      |      |      |

CUT = miste de cut halverwege

G.T. = geen toernooi

### Resultaten op deWorld Golf Championships
| Toernooi             | 1999 | 2000 | 2001 | 2002 | 2003 | 2004 | 2005 | 2006 | 2007 | 2008 | 2009 | 2010 | 2011 | 2012 | 2013 | 2014 | 2015 | 2016 | 2017 | 2018 | 2019 | 2020 | 2021 | 2022 | 2023 |
| -------------------- | ---- | ---- | ---- | ---- | ---- | ---- | ---- | ---- | ---- | ---- | ---- | ---- | ---- | ---- | ---- | ---- | ---- | ---- | ---- | ---- | ---- | ---- | ---- | ---- | ---- |
| WGC Kampioenschap    |      |      |      |      | T48  |      |      |      | T63  |      |      |      |      | 50   |      |      |      |      |      |      |      |      |      |      |      |
| WGC Invitational     |      |      |      |      | T77  |      |      |      |      |      |      | T65  | T29  |      |      |      |      |      |      |      |      |      |      |      |      |
| WGC - HSBC Champions |      |      |      |      |      |      |      |      |      |      |      |      |      | T62  |      | T53  |      |      |      |      |      | G.T. | G.T. | G.T. |      |

G.T. = Geen toernooi